# تحلل الفراغ الكاذب
في نظرية الحقل الكمومي، الفراغ غير الحقيقي أو الفراغ الكاذب هو فراغ افتراضي مستقر إلى حد ما لكن ليس بصورة كاملة، يمكن أن يستمر لفترة طويلة على هذه الحالة، وقد يتحول في النهاية إلى حالة أكثر استقرارًا. الاقتراح الأكثر شيوعًا عن كيفية حدوث هذا التغيير هو نشوء الفقاعة. إذا وصلت منطقة صغيرة من الكون بالصدفة إلى فراغ أكثر استقرارًا، ستتمدد الفقاعة.
يمكن للفراغ الكاذب أن يوجد فقط في الحد الأدنى المحلي من الطاقة، ولهذا فهو ليس مستقرًا، على عكس الفراغ الحقيقي الذي يوجد في الحد الأدنى الكوني من الطاقة، ولهذا يكون مستقرًا. قد يستمر الفراغ الكاذب لفترة طويلة جدًا أو يكون شبه مستقر.

## الفراغ الحقيقي والفراغ الكاذب
يعرف الفراغ أو حالة الفراغ على أنه مكان يحتوي على أقل قدر ممكن من الطاقة. بالرغم من اسمه، تحتوي حالة الفراغ على مجالات كمومية. الفراغ الحقيقي له مستوى كوني أقل من الطاقة، ما يتوافق مع الفراغ المحلي ويشكل نظامًا مستقرًا. من الممكن أن تؤدي عملية إزالة أكبر كمية ممكنة من الطاقة والجسيمات من فضاء طبيعي إلى ترتيب مختلف من المجالات الكمية بحد أدنى من الطاقة المحلية. يطلق على الحد الأدنى من الطاقة المحلية «فراغ كاذب». في هذه الحالة، يوجد حاجز لدخول الفراغ الحقيقي. قد يكون هذا الحاجز عاليًا لدرجة أنه لم يُعبر أبدًا في أي مكان من الكون .
الفراغ الكاذب غير مستقر بسبب النفق الكمي أو الانستاتون، والذي يعمل على خفض حالة الطاقة. قد يحدث النفق الكمي بسبب التذبذبات الكمية أو بسبب تكون الجسيمات عالية الطاقة. الفراغ الكاذب هو حد أدنى محلي من الطاقة وليس أقل حالة من الطاقة.

## فراغ النموذج المعياري
إذا كان النموذج المعياري صحيحًا، فالجسيمات والقوى التي نلاحظها في الكون توجد كما هي عليه بسبب المجالات الكمية. يمكن للمجالات الكمية أن توجد ضمن حالات مختلفة من الاستقرار بما فيها: الحالة المستقرة وغير المستقرة وشبه المستقرة (التي تعني أنها تستمر لفترة طويلة لكنها ليست مستقرة تمامًا). إذا أمكن ظهور حالة فراغ أكثر استقرارًا، فلن تظهر الجسيمات والقوى الموجودة بالشكل الذي هي عليه في حالة الكون الحالية. ستظهر جسيمات وقوى مختلفة مما تنتجه الحالة الكمية الجديدة. يعتمد العالم الذي نعرفه على هذه الجسيمات والقوى، فإن حدث هذا، سيعاد بناء كل شيء حولنا من الجسيمات دون الذرية للمجرات وكل القوى الأساسية إلى جسيمات وقوى وتراكيب أساسية جديدة. سيفقد الكون تراكيبه الحالية وتحل محلها تراكيب جديدة تقوم على المجالات الكمية ذاتها (اعتمادًا على الحالات المعنية).

## استقرار الفراغ وعدم استقراره
يسمح النموذج المعياري لفيزياء الجسيمات بحساب إن كانت حالة الفراغ الكهروضعيفة في جزء معين من الفضاء مستقرة أم شبه مستقرة، وذلك من خلال كتلة بوزون هيغز وكتلة الكوارك القمي (لدرجة أن البعض يقولون أن بوزون هيجز يدمر الكون، وهو أمر خاطئ). تبدو كتلة هيجز A 125–127 GeV قريبة جدًا من حدود الاستقرار (قيست في 2012 بـ 123.8–135.0( GeV ، وتتطلب الإجابات القاطعة قياسات أكثر دقة بكثير لكتلة قطب الكوارك القمي. ويمكن لفيزياء جديدة ما وراء للنموذج المعياري لفيزياء الجسيمات أن تغير هذه الصورة بشكل جذري.

### الآثار المترتبة

#### تهديد خارجي
عام 2005، نشر كل من الفيزيائي بمعهد ماساتشوستس للتكنولوجيا ماكس تيغمارك والفيلسوف من جامعة أوكسفورد نيك بوستروم ورقة بحثية في دورية نيتشر، يتناولان فيها المخاطر الكارثية الكونية، وحسبوا أن احتمالية المخاطر الطبيعية لتدمير الأرض أقل من واحد لكل مليار سنة. تشمل المخاطر كل الأحداث، بما فيها الانتقال إلى حالة فراغ أقل طاقة. ويجادلون بأننا قد نسيء تقدير احتمالية أن نتعرض للتدمير بانحلال الفراغ بسبب التأثيرات الانتقائية للملاحظ، وذلك لأن أي معلومة عن هذا الحدث ستصلنا فقط في اللحظة التي نتدمر فيها، خلافًا للأحداث الأخرى التي تشكل خطورة، لكن لدينا قياسات مناسبة مباشرة لها، مثل انفجارات أشعة جاما والمستعرات العظمى والمستعرات فوق العظمى.

#### التضخم
للفراغ الكاذب آثار مختلفة على أوجه مختلفة من الفيزياء، ويقترح أن يكون جسيم هيجز المرتبط ذاتيًا λ  ودالته βλ قريبين جدًا من الصفر على مقياس بلانك. وهذا يتضمن أشياء مدهشة تتعلق بنظريات الجاذبية والتضخم المعتمد على مجال هيجز. يمكن لمصادم إلكترون-بوزيترون أن يقدم في المستقبل قياسات دقيقة للكوارك القمي، والتي نحتاج إليها في مثل هذه الحسابات.